# إيفلينا سالبيرخ
إيفلينا سالبيرخ (من مواليد 30 يوليو 1998) هي عداءة هولندية متخصصة في سباق 400 متر، شاركت كجزء من الفريق الهولندي للسيدات والمختلط 4 × 400 متر تتابع، فازت بميدالية ذهبية في بطولة العالم 2023، وميداليتين فضيتين في بطولة العالم (خارجية وداخلية)، وميداليتين ذهبيتين في البطولات الأوروبية (خارجية وداخلية). على المستوى الفردي، فازت بميداليتين ذهبيتين وميدالية فضية وميدالية برونزية في البطولات الهولندية (خارجية وداخلية).

## نشأتها
ولدت إيفلينا في 30 يوليو 1998 في أرنهيم بهولندا، في الثامنة من عمرها بدأت بألعاب القوى وأصبحت عضوًا في نادي جي في ايه سي في فيلدهوفن. وفي فئات الشباب التي تنافست فيها، فازت بالعديد من الميداليات في البطولات الهولندية للناشئين.

## مسيرتها رياضية

### 2019
شهدت بطولة ألعاب القوى الهولندية لعام 2019 في لاهاي انطلاقتها وعلى عكس التوقعات تمامًا، فازت باللقب في سباق 400 متر حواجز. حيث سجلت أقل من الدقيقة لأول مرة بوقت 58.86 ثانية. صرحت بعد ذلك، أنه يمكنها في عطلة تدريبية في جنوب تيرول، التركيز بشكل كامل على تقنية القفز بالحواجز. في خريف عام 2019، انضمت إلى مجموعة تدريب مدرب ألعاب القوى لوران ميولي للتدريب في المركز الرياضي الوطني بابيندال جنبًا إلى جنب مع إيفا هوفنكامب وفيمكه بول.

### 2020
في بطولة هولندا داخل الصالات في فبراير 2020، فازت سالبرج بالميدالية البرونزية في سباق 400 متر بزمن 53.65 ثانية. وفي بطولة هولندا في أغسطس، فازت بالميدالية الفضية في سباق 400 متر بزمن 54.16 ثانية.

### 2021
في مايو 2021، تنافست سالبرج في سباقات التتابع العالمية لألعاب القوى كعضو في فريق هولندا في سباق التتابع 4 × 400 متر للسيدات وسباق التتابع المختلط 4 × 400 متر. وفي سباق التتابع النسائي، ركضت في التصفيات، واحتلت هولندا المركز الرابع في النهائي. وفي سباق التتابع المختلط، ركضت في النهائي، واحتلت هولندا المركز الثامن.

### 2022
في بطولة العالم داخل الصالات في مارس 2022، تنافست سالبرج في التصفيات والنهائي لسباق التتابع 4 × 400 متر للسيدات، وفازت هولندا بالميدالية الفضية. في يوليو، تنافست في بطولة العالم. في سباق التتابع المختلط 4 × 400 متر، ركضت في التصفيات، وفازت هولندا بالميدالية الفضية في النهائي. في سباق 400 متر للسيدات، ركضت 52.59 ثانية في التصفيات ولم تتقدم إلى الدور نصف النهائي.
في أغسطس، تنافست في بطولة أوروبا. في سباق 400 متر للسيدات، ركضت 51.81 ثانية في التصفيات للتقدم إلى الدور نصف النهائي. ركضت 52.45 ثانية في الدور نصف النهائي ولم تتقدم إلى النهائي. في سباق التتابع 4 × 400 متر للسيدات، ركضت في النهائي، وفازت هولندا بالميدالية الذهبية.

### 2023
في بطولة أوروبا لألعاب القوى داخل الصالات في مارس 2023، ركضت سالبيرج في نهائي سباق التتابع 4 × 400 متر للسيدات، وفازت هولندا بالميدالية الذهبية. في أغسطس، تنافست في بطولة العالم. ركضت في التصفيات والنهائيات لسباق التتابع 4 × 400 متر للسيدات، وفازت هولندا بالميدالية الذهبية.